# Марш, Джеймс (химик)
Марш, Джеймс (2 сентября 1794 – 21 июня 1846)— английский химик, автор чувствительной реакции на наличие мышьяка, так называемой пробы Марша.

## Биография
Работал военным химиком (ordnance chemist) в Королевском Арсенале в Вулидже, занимался разработкой и усовершенствованием взрывателей. С 1829 по 1846 был ассистентом Майкла Фарадея в Королевской Академии в Вулидже. В 1833 был вызван в качестве судебного химика по делу об убийстве, которое было совершено с помощью отравления мышьяком. Джеймс Марш провел стандартный тест, который обнаружил в организме мышьяк. Однако когда он пришел, чтобы продемонстрировать суду результаты исследования, опытные образцы ухудшились, что позволило подозреваемому быть оправданным в связи с появившимися сомнениями. После этого Джеймс Марш доработал и изменил тест, сделав его более чувствительным. В 1836 впервые описал этот тест в «The Edinburgh Philosophical Journal».